# Hans von Kemnitz
Hans Jakob Joachim von Chemnitz (* 16. Februar 1853 in Bernburg; † 4. November 1922 in Minkow bei Teterow) war ein deutscher Verwaltungsbeamter.

## Leben
Hans von Kemnitz wurde geboren als Sohn des Herzoglichen anhalt-bernburgischen Kammerherrn Gustav von Kemnitz in Gernrode und der Maria geb. Bennecke. 1873 wurde er Mitglied des Corps Borussia Bonn. Nach dem Studium trat er in den Staatsdienst ein. Von 1893 bis 1907 war er Landrat des Kreises Achim. Zuletzt lebte er in Minkow bei Teterow. Er war unverheiratet.

## Auszeichnungen
- Ernennung zum Geheimen Regierungsrat